# Wega
Wega, alpha Lyrae, ook wel Vega, is de helderste ster in het sterrenbeeld Lier en een van de helderste sterren van de noordelijke hemel. Het is een van de drie sterren van de zomerdriehoek. De ster staat ook bekend als Fidis en de Harpster, werd door de Arabieren Al Nasr al Waki, de Vallende Adelaar van de woestijn genoemd en komt in bronnen van 4000 jaar oud al voor als Ma'at.
De Amerikaanse astronoom Henry Draper fotografeerde op 8 augustus 1872 het spectrum van Wega, waarop vier absorptielijnen van waterstof waren te herkennen. Het spectrum van Wega tussen de 382 en 1020 nm toont links sterke waterstofabsorptielijnen uit de balmerreeks. Die zijn typisch voor een A0-ster, en rechts lijnen van zuurstof en waterstof in de atmosfeer van de Aarde.
In 1983 werd met de satelliet IRAS ontdekt dat de ster door een schijf van stof wordt omgeven waaruit in de toekomst misschien planeten kunnen ontstaan. Die metingen zijn door de James Clerk Maxwell Telescope bevestigd.
Door de precessie van de aardas stond de noordelijke hemelpool ongeveer 14 000 jaar geleden in de buurt van Wega. Dat was toen dus de Poolster en niet de ster Polaris zoals tegenwoordig. Wega is in het verleden gebruikt als nulpunt van de magnitude-schaal.

## Chromatische dispersieverschijnselen
Wega is de ideale ster om het optische verschijnsel dispersie waar te nemen, en wel omdat deze heldere ster net op het onderste randje van de Belgische en Nederlandse circumpolaire sterrenhemel is te vinden. Vanaf de Belgische of Nederlandse kustlijn is Wega pal aan of net boven het noordelijke deel van de zee-horizon te zien, telkens wanneer de ster de laagste stand in de hemel inneemt. Bijgevolg kunnen er over een vrij lange periode dispersieverschijnselen worden waargenomen, zich kenmerkend als het enigszins verticaal uitgetrokken spectrumkleurige telescopische beeld van Wega. Dat staat in verband met het optische verschijnsel van de groene flits. Andere nachtelijke hemellichamen waar dispersie aan kan worden waargenomen zijn de heldere planeet Venus, de sikkel van de Maan en de ster Sirius.

## Mythologie
In een Japans astronomisch sprookje zijn twee geliefden, weefster Orihime, letterlijk: 'wevende vrouw', de ster Wega, en herder Hikoboshi, letterlijk: 'koeienherder', de ster Altair, door de vader van elkaar gescheiden. Als straf voor het verwaarlozen van het weven en hoeden na de trouwerij, werden zij door de vader aan weerszijden van de rivier, de Melkweg gezet. Eenmaal per jaar, de 7de nacht van de 7de maand, ontmoeten zij elkaar doordat eksters een brug over de rivier vormen. Dit gebeurt alleen bij een heldere nacht. Als het regent, moeten de twee geliefden weer een jaar wachten. In China wordt dit verhaal met het Qixifeest herdacht, maar dan heten de twee geliefden Zhinü en Niulang, met dezelfde betekenis als in het Japans.

Stofschijf rond Wega, gemeten met de James Clerk Maxwell Telescope
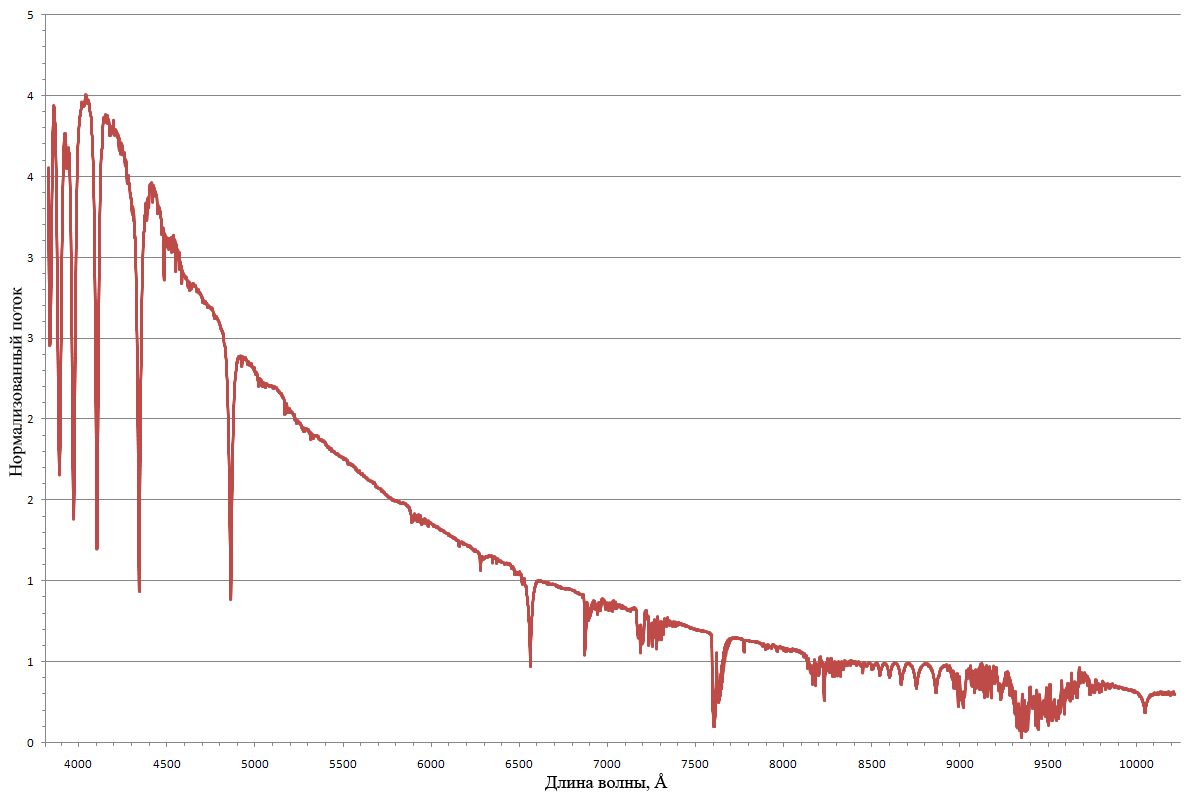
Spectrum van Wega tussen 382 en 1020 nm

## Lijsten
- Lijst van helderste sterren

## Websites
- (en)  Wega in SIMBAD
- Brightest Stars